# 塞勒隆阶梯

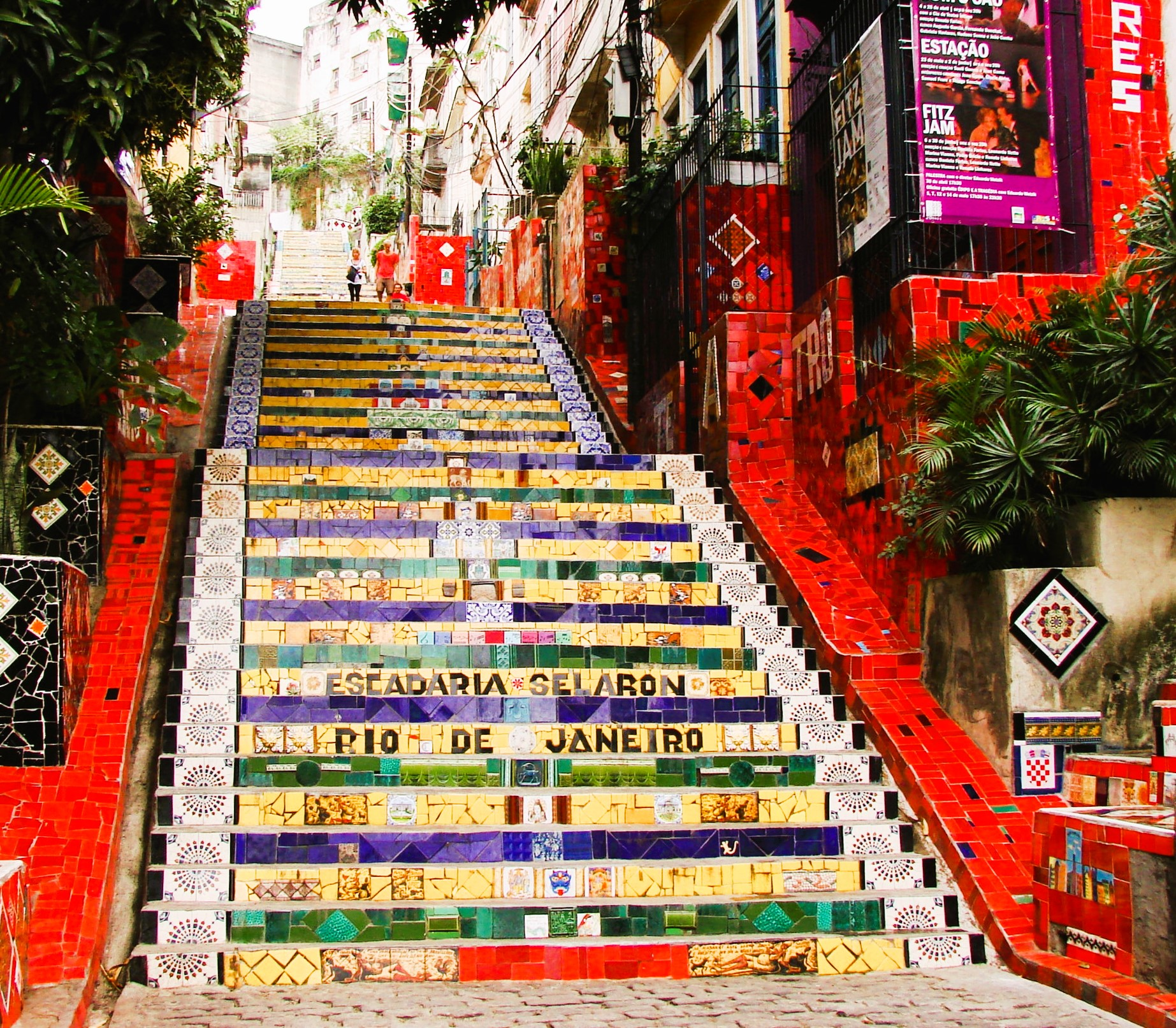

塞拉隆阶梯（葡萄牙语：Escadaria Selarón）是一处世界著名的阶梯，位于巴西里约热内卢，从若阿金·席尔瓦街到马丁街，横跨拉帕和圣特蕾莎两个街区。塞拉隆阶梯共有215级，长125米，使用了来自世界60多个国家的2000多块瓷砖。
塞拉隆阶梯修建于1990-2013年，是智利出生的艺术家塞拉隆的作品，被称作"我向巴西人民的致敬"。1990年, 画家塞拉隆开始翻新沿着他的房子前面的破旧的台阶。起初，邻居嘲笑他选择的颜色。因为他覆盖了蓝色、绿色和黄色的瓷砖 – 这是巴西国旗的颜色。塞拉隆用卖画所得来维持这项漫长而累人的工作。作品一直不断延伸，似乎不会完成。塞拉隆称"这个疯狂而独特的梦想只会在我死亡的那天结束"。最初，作品所用的瓷砖来自里约的各个建筑工地以及街道上的城市垃圾。但在后来，大多数瓷砖都是来自世界各地的游客捐赠的。在2000多块瓷砖中，有300块是塞勒隆手绘的，描绘一个怀孕的非洲妇女。塞拉隆没有评论这一点, 只是说这是"我过去的一个个人问题"。2013年1月10日，塞拉隆在台阶上死去。